# Kukriniksi

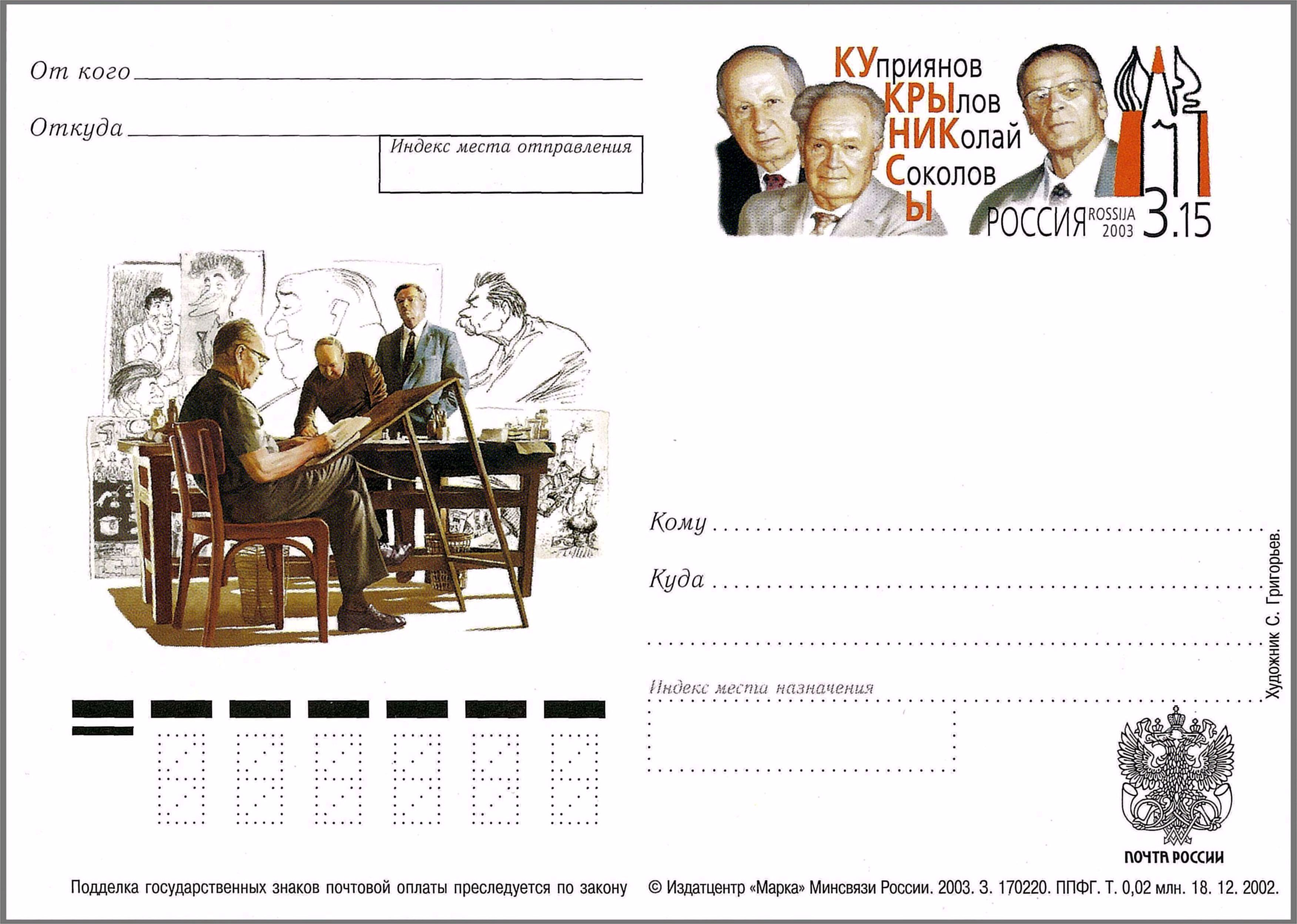
Kukriniksi Tarjeta postal rusa de 2003.

Kukriniksi (Кукрыниксы) fue un grupo de tres caricaturistas de la Unión Soviética.
Su nombre es una combinación de los de los tres dibujantes: Nikolái Kupriyánov (Михаил Васильевич Куприянов), Porfiri Krílov (Порфирий Никитич Крылов) y Nikolái Sókolov (Николай Александрович Соколов) que se conocieron en la escuela de arte moscovita Vjutemás a principios de los años 20. Comenzaron a usar este nombre conjunto a partir de 1924. Ganaron fama a partir del ascenso del fascismo en Europa en los años 30 cuando, dibujando para Krokodil, revista satírica de Moscú, atacaron a los líderes fascistas europeos. Durante la Segunda Guerra Mundial crearon las Ventanas TASS (Окна TACC), método de propaganda que se basaba en la distribución de carteles de propaganda política reproducidos mediante estarcido, siguiendo el modelo que había realizado antes de la guerra la Agencia Telegráfica de la Unión Soviética (TASS) con sus Ventanas ROSTA. Estos carteles tenían un estilo gráfico claro y sencillo de entender, semejante al de un cómic. Los Kukriniksi les supieron dar un estilo personal fácilmente reconocible.
También ilustraron algunos libros, entre ellos de los escritores Ilf y Petrov, y también realizaron pinturas de estilo realista socialista de temas históricos y políticos.
Individualmente también realizaron pinturas de paisaje y retratos.
Los tres fueron galardonados con el título de Artista del pueblo de la URSS en 1958, así como con otros premios y galardones.